# Catoblepia cyparissa
Catoblepia cyparissa är en fjärilsart som beskrevs av Hans Fruhstorfer 1907. Catoblepia cyparissa ingår i släktet Catoblepia och familjen praktfjärilar. Inga underarter finns listade i Catalogue of Life.